# 韦尔奈什·里夏德
韦尔奈什·里夏德（匈牙利語：Vernes Richárd，1992年2月24日—），匈牙利職業足球員，司職中場，現效力澳職球會中岸水手。
2014年從布達佩斯漢維特球會外借形式加盟，曾入選匈牙利的U21球隊。

## 外部連結
- 中岸水手官網 球員資料 （页面存档备份，存于）
- soccerway的中岸水手資料庫 （页面存档备份，存于）